# أستاذ محاضر
يُعتبر الأستاذ المحاضر مصطلح بديل لأستاذ[بحاجة لتوضيح] يعمل بدوام جزئي في بعض الجامعات المرموقة[بحاجة لتوضيح] مثل كلية لندن للاقتصاد ، وجامعة جورج واشنطن ، وكلية جونز هوبكنز بلومبرج للصحة العامة ، وكلية الخدمة الدولية في الجامعة الأمريكية. و تَستخدم المؤسسات لقب الأستاذ المحاضر للأساتذة الذين لا يعتبرون التدريس أنّها مهنة بدوام كامل ولكن بأنّهم لديهم خبرة في مجالات تخصصهم. و في الوقت الحالي ، في مدرسة لندن للاقتصاد، يطلق هذا المسمى على اولئك الذين يعملون بوقت دوام كامل و وعلى الذين حصلوا على مرتبة بروفيسور ، ولكنهم لم يعودوا قادرين على أن يُصدِروا بحثًا ، وبدلاً من ذلك يركزون فقط على تعليم الطلاب .